# Welaytas
Pour les articles homonymes, voir Wolaytta.
Les Welaytas ou Wolaitans, originaires de l'ancien awraja de Welayita dans la province de Sidamo, sont des habitants de la corne de l'Afrique, vivant principalement en Éthiopie, dans l'ancienne zone Semien Omo (Nord Omo) de la Région des nations, nationalités et peuples du Sud.

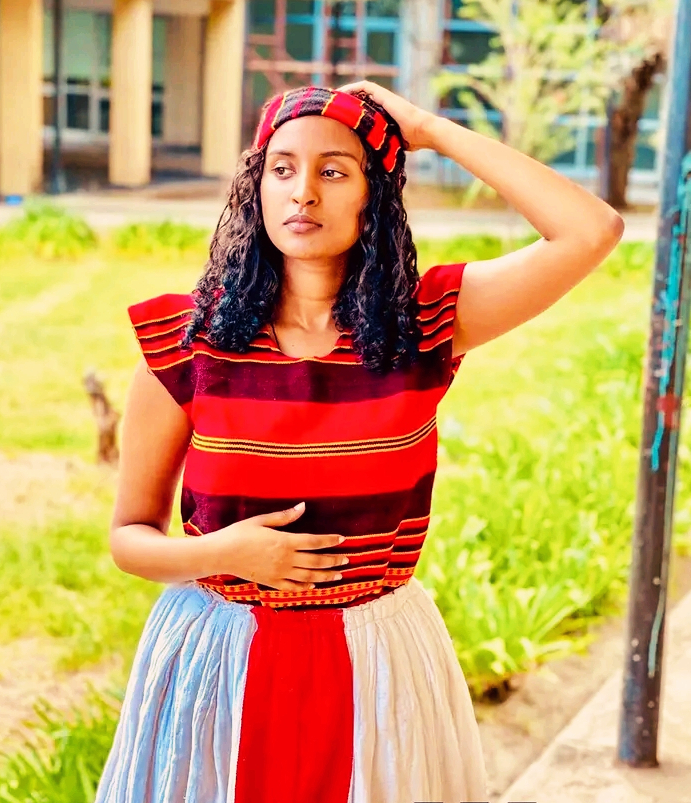
Fille Wolaitan

## Ethnonymie
L’étymologie du mot Wolaytas n’est pas claire. Cependant, on suppose que le mot viendrait de Wolaheta, signifiant mixte, le peuple mélangé ou les feuilles d'un arbre gagnatique qui symbolise une personne aux nombreuses branches. Par conséquent, on pense que les Wolaita sont un mélange de divers groupes ou tribus aux origines diverses mais émanant principalement des frontières de l’Éthiopie actuelle.

## Langues
Leur langue est le wolaitta, une langue omotique dont le nombre de locuteurs s'élevait à 1 230 000 lors du recensement de 1994. L'amharique est également utilisé(en).

## Population
Lors du premier recensement de 1986, les Wolaytas étaient 850 000. Lors du second, en 1994, ils représentaient 2,4 % de la population du pays, soit environ 1 300 000 personnes. Lors du recensement de 2007 portant sur une population totale de 73 750 932 personnes, 1 676 128 se sont déclarées « Welaita ».

## Histoire
Selon une tradition orale, les Welaytas auraient été en contact avec le christianisme au cours du XIIIe siècle par l'intermédiaire du saint Tekle Haymanot.
Les territoires wolayttas furent intégrés à l'Éthiopie sous le règne de Ménélik II au début des années 1890, après avoir opposé une forte résistance.
Depuis le début des années 2000, les welaytas réclament la création d'un État régional spécifique sans avoir obtenu gain de cause à ce jour.